# Curie
Curie (símbolo Ci) é uma unidade de atividade de radionuclídeos, definida como:
{\displaystyle 1Ci=3,7\times 10^{10}\ } desintegrações por segundo.
Esta é aproximadamente a actividade de 1 grama do isótopo de rádio-226, uma substância estudada pelos pioneiros de radiologia em 1898, Marie e Pierre Curie (de onde provém o nome da unidade).
Esta unidade foi mais tarde substituída pela unidade derivada do Sistema Internacional de Unidades, o becquerel (Bq), que equivale a uma desintegração por segundo. Logo:
{\displaystyle 1Ci=37GBq\ }    e
{\displaystyle 1Bq=2,7{\overline {027}}\times 10^{-11}Ci}
Por exemplo, a atividade de 1g de urânio-238 é de 3,36 x 10-7 Ci (0,000 000 336 Ci) ou seja, 1g de urânio sofre 12400 desintegrações por segundo. A atividade de 1g de Césio-137 é de 86,6 Ci.